# Corinaldo
Corinaldo – miejscowość i gmina we Włoszech, w regionie Marche, w prowincji Ankona.
Według danych na styczeń 2010 gminę zamieszkiwało 5165 osób przy gęstości zaludnienia 106,9 os./1 km².